# آسیب مغزی ناشی از مصرف الکل
آسیب مغزی ناشی از مصرف الکل، ساختار و عملکرد مغز را در نتیجه اثرات مستقیم سمیت عصبی ناشی از مصرف الکل یا ترک حاد الکل تغییر می‌دهد. افزایش مصرف الکل با آسیب به نواحی مغز از جمله لوب پیشانی، دستگاه لیمبیک، و مخچه، و با آتروفی گسترده مغزی، یا کوچک شدن مغز ناشی از زوال عصبی مرتبط است. این آسیب را می‌توان در اسکن‌های تصویربرداری عصبی مشاهده کرد.
آسیب به لوب پیشانی با افزایش سن الکلی‌ها برجسته‌تر می‌شود و می‌تواند منجر به اختلال در عملکرد عصبی روانی در زمینه‌هایی مانند حل مسئله، قضاوت خوب و رفتارهای هدفمند شود. اختلال در پردازش عاطفی ناشی از آسیب به دستگاه لیمبیک است. این اختلال ممکن است منجر به مشکلاتی در تشخیص حالات احساسی چهره و «تفسیر نشانه‌های عاطفی غیرکلامی» شود.
نوشیدن زیاد و یکدفعه‌ای الکل (مثلا در یک شب و به قصد مستی)، یا نوشیدن شدید مرحله‌ای، می‌تواند منجر به آسیب در دستگاه لیمبیک که پس از مدت زمان نسبتاً کوتاهی رخ می‌دهد شود. این آسیب مغزی خطر زوال عقل ناشی از الکل و اختلالات خلقی و توانایی‌های شناختی را افزایش می‌دهد. افرادی که زیاد الکل می‌نوشند نیز خطر ابتلا به اختلال مصرف الکل را در خود افزایش می‌دهند. اختلال مصرف الکل همچنین با بسیاری از مشکلات سلامتی دیگر از جمله اختلالات حافظه، فشار خون بالا، ضعف عضلانی، مشکلات قلبی، کم‌خونی، عملکرد ضعیف دستگاه ایمنی، بیماری کبد، اختلالات دستگاه گوارشی و مشکلات پانکراس مرتبط است. همچنین افسردگی، بیکاری و مشکلات خانوادگی و افزایش خطر آزار خانگی به مصرف الکل مرتبط شده.
جنسیت و سابقه والدین در اختلال مصرف الکل و نوشیدن زیاد و یکدفعه‌ای الکل بر استعداد ابتلا به وابستگی به الکل تأثیر دارد. همچنین وابستگی به الکل در سطوح بالاتر معمولاً در مردان و در کسانی که سابقه خانوادگی دارند بیشتر دیده می‌شود.

## شیوع
تقریباً نیمی از الکلی‌های آمریکایی «ناتوانی‌های عصبی روان‌شناختی [که] می‌تواند از خفیف تا شدید متغیر باشد» را نشان می‌دهند و تقریباً دو میلیون نفر پس از ایجاد شرایط دائمی و ناتوان‌کننده نیاز به مراقبت مادام‌العمر دارند. پرهیز طولانی مدت از الکل می‌تواند منجر به بهبود این ناتوانی‌ها شود. برای افرادی که آسیب خفیف دارند، بهبودی در طی یک سال مشاهده شده‌است، اما افراد با آسیب شدیدتر دارند، ممکن است مدت بیشتری نیاز به پرهیز داشته باشند.